# Спейкерс, Юр
Юр Спейкерс (нидерл. Jur Spijkers, род. 18 марта 1997) — нидерландский дзюдоист, чемпион Европы 2022 года, чемпион Нидерландов 2016 года, призёр летней универсиады 2019 года.

## Биография
Родился в 1997 году. В 2014 году стал победителем чемпионата Европы среди юниоров, который проходил в Афинах. В 2016 году победил на национальном чемпионате Нидерландов. В 2019 году в турнире по дзюдо на летней Универсиаде в Неаполе в абсолютной категории стал бронзовым призёром. 
В 2021 году победил на этапе гран-при в Загребе в весовой категории свыше 100 килограммов. На турнирах серии Большого шлема в Тель-Авиве и Париже, в 2021 году, завоёвывал бронзовые медали.  
В апреле 2022 года на чемпионате Европы в столице Болгарии, в весовой категории свыше 100 кг, в финале победил спортсмена из Германии Фрая Йоханнеса и завоевал титул чемпиона континента.